# Gurdwara Bangla Sahib

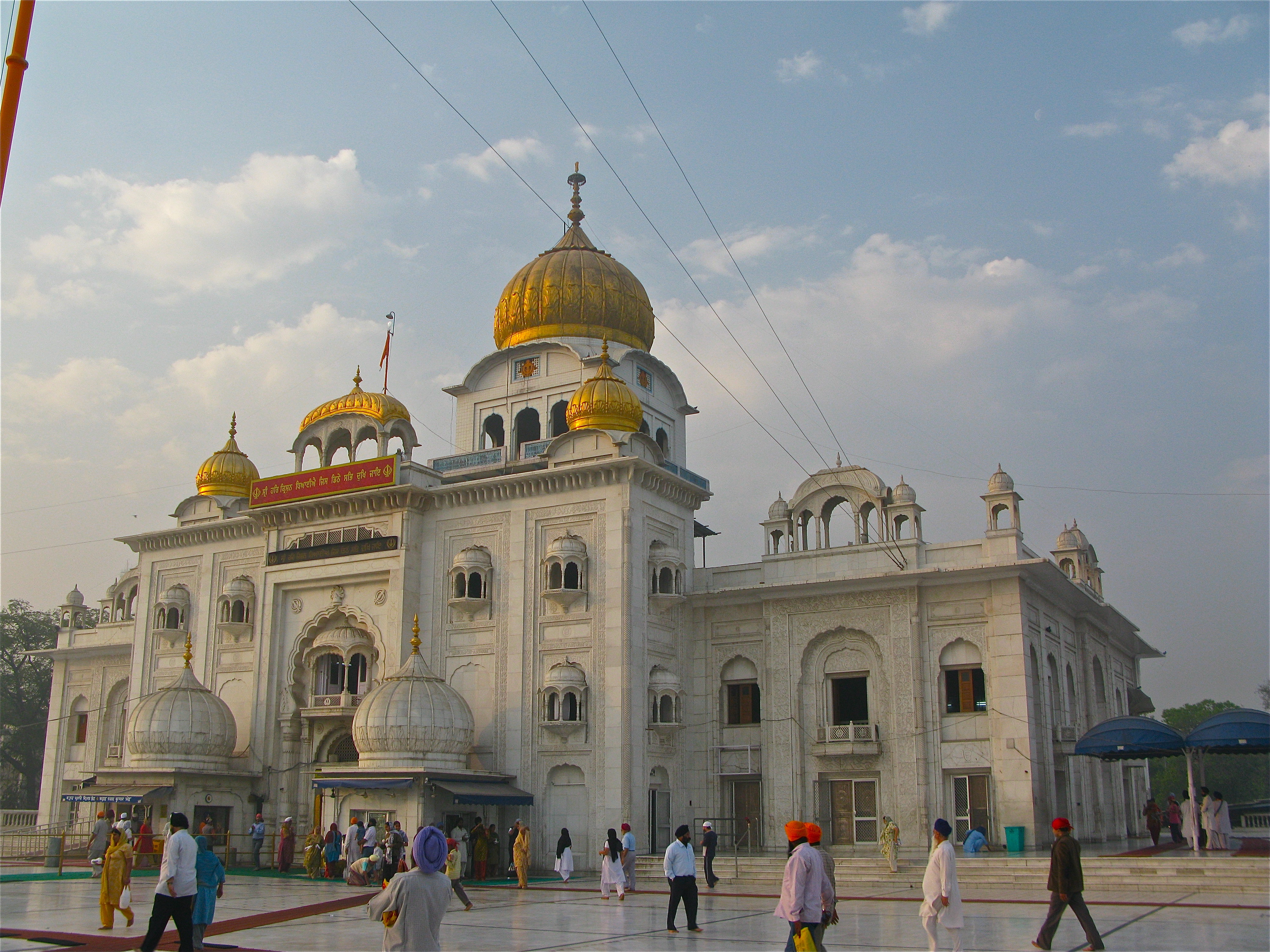
Gurdwara Bangla Sahib.

Gurdwara Bangla Sahib är en sikhisk helgedom i den indiska huvudstaden Delhi och känd för dess koppling till den åttonde sikhgurun, Guru Har Krishan, såväl som den heliga dammen i dess komplex, känd som "Sarovar".
Ursprungligen var Gurdwara Bangla Sahib ett palats och residens i den kejserliga huvudstaden för Raja Jai Singh Amber från Jaipur som övervakade byggandet av nio sikhiska helgedomar i Delhi under Mughal-kejsarens regeringstid, Shah Alam II, under stormogulen Aurangzebs era. Eftersom Sri Harkishan, bott som Raja Jai Singhs gäst i palatset blev det ett vallfärdsmål för de troende.
Den ligger nära Connaught Place, New Delhi på Baba Kharak Singh Marg och känns omedelbart igen på dess gyllene kupol och höga flaggstång, Nishan Sahib. Belägen bredvid den är Heliga hjärtats katedral.

## Historik

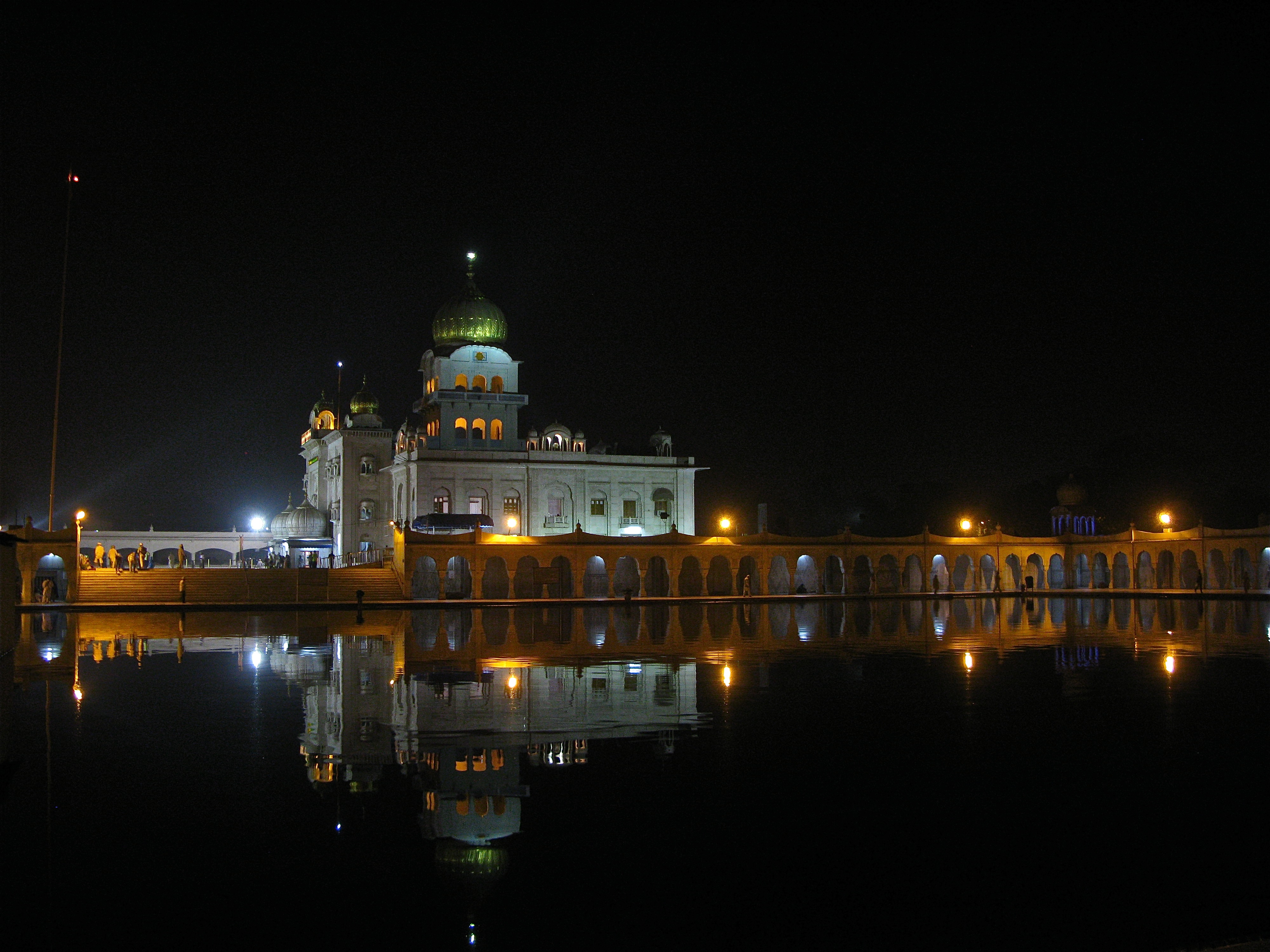
Nattvy av Gurdwara Bangla Sahib och Sarovar.

Gurdwara Bangla Sahib var ursprungligen en bungalow som tillhörde Raja Jai Singh, en Rajput-härskare på sjuttonhundratalet, och var känd som Jaisinghpura Palace, det vill säga Jaisingh Pura, ett historiskt kvarter, nu rivet för att ge plats för Connaught Place, shoppingdistrikt. Eftersom Guru Har Krishan bodde på Raja Jai Singhs Banglow (uttalas "bangla" på hindi och punjabi) som nu har omvandlats till en gurudwara, kallas nu gurudwara Bangla Sahib för att minnas Guru Har Rais vistelse här.
Den åttonde sikhgurun, Har Krishan, bodde här under sin vistelse i Delhi 1664. Under den tiden var det en epidemi av smittkoppor och kolera, och Guru Har Krishan Ji hjälpte lidande genom att ge hjälp och färskvatten från brunnen i detta hus. Snart drabbades även han av sjukdomen och dog så småningom den 30 mars 1664. En liten tank byggdes senare av Raja Jai Singh över brunnen och dess vatten är nu vördat för att ha helande egenskaper och tas med av sikher över hela världen tillbaka till sitt hem.
Gurdwaran och dess Sarovar är nu en plats för stor vördnad för sikher och en plats för en speciell församling på Guru Har Krishans födelsedag.
I mars 2021 invigde gurudwara det billigaste diagnostiska centret i syfte att tillhandahålla sjukvård för de fattiga.

## Översikt

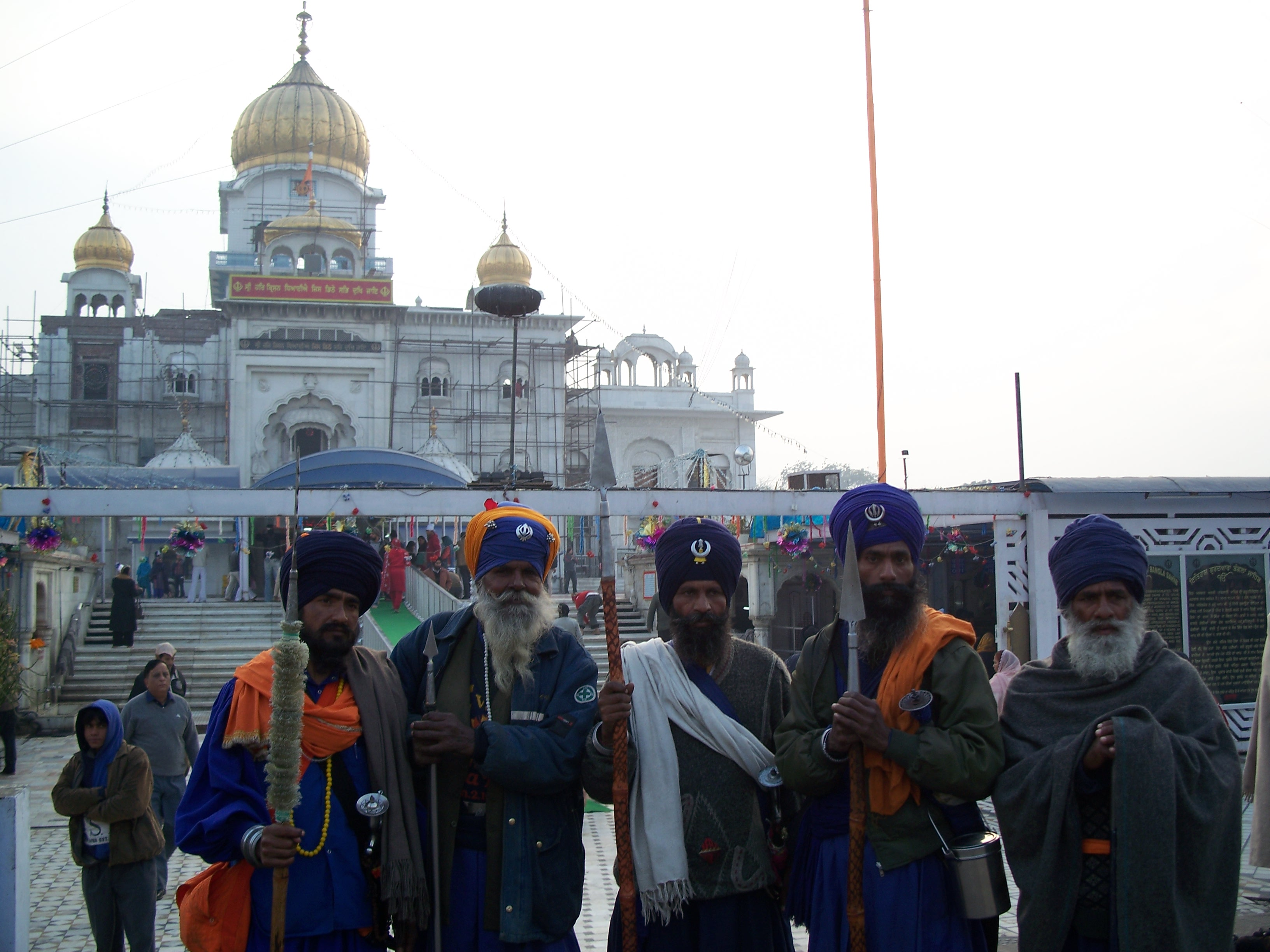
Sikh-troende vid Gurdwara Bangla Sahib

Området inkluderar Gurudwara, ett kök, en stor (helig) damm, en skola och ett konstgalleri. Som med alla sikhiska Gurdwaras, praktiseras begreppet langar, och alla människor, oavsett ras eller religion, får äta i Gurdwara-köket (langarhallen). Langar (mat) tillagas av gursikhs som arbetar där och även av volontärer som vill hjälpa till. På Gurdwara uppmanas besökarna att täcka håret och inte ha skor. Assistans till utlänningar och besökare med guider, huvuddukar och skovårdsservice finns inne på anläggningen och är tillgängliga utan kostnad. Vem som helst kan frivilligt hjälpa till att hålla skorna i skovårdsrummet och städa Gurudwaras område.
Komplexet rymmer också en gymnasieskola, Baba Baghel Singh-museet, ett bibliotek och ett sjukhus. Gurudwara och Langar-hallen är nu luftkonditionerade. Ett nytt "yatri Niwas" (vandrarhem) och parkeringsplats i flera nivåer har byggts. Toalettfaciliteter finns tillgängliga. Utrymmet runt bakentrén till Gurudwara renoverats för att ge en bättre anblick från gatan.

Panorama av Bangla Sahib med Sarovar